# Woodella
Woodella es un género de foraminífero bentónico de la familia Parrelloididae, de la superfamilia Discorbinelloidea, del suborden Rotaliina y del orden Rotaliida. Su especie tipo es Woodella granosa. Su rango cronoestratigráfico abarca el Paleoceno.

## Clasificación
Woodella incluye a las siguientes especies:
- Woodella granosa †
- Woodella pontica †
- Woodella wanungarae †